# Museo archeologico territoriale
Il Museo archeologico territoriale si trova a Monterotondo. Si trova in piazza Comitato di Liberazione Nazionale 2, nel Palazzo Paolo Angelani. È stato fondato nel maggio 2003.
Il museo probabilmente verrà spostato nel Palazzo Orsini di Monterotondo.

## Struttura
Il museo comprende materiale recuperato da carabinieri, polizia e finanza da controlli su scavi clandestini sul territorio circostante.
Il percorso museale si divide in 4 sale e comprende tuttalpiù ceramiche di Crustumerium, buccheri in stile etrusco di varia provenienza, teste in marmo o travertino provenienti da Eretum e Nomentum.
Di particolare interesse anche 3 ricostruzioni di tombe con scheletri o frammenti di scheletri ritrovati a Nomentum ed un modellino-plastico raffigurante una capanna preromana di Fidenae.

### Libri
- P. Togninelli - "Il Museo Archeologico Territoriale di Monterotondo, un bilancio del 1º anno di attività (maggio 2003-maggio 2004)" in "Annali dell'Associazione Nomentana di Storia ed Archeologia", 2004, pagg. 158-67.
- P. Togninelli - "Sculture romane e vasi di età orientalizzante recuperati a Monterotondo e in comuni limitrofi" in "Annali dell'Associazione Nomentana di Storia ed Archeologia", 2002, pagg. 118-25.
- P. Togninelli - "Monterotondo - Il Museo Archeologico ed il suo Territorio", società editrice Imago Media, Dragoni (Caserta), 2006.

### Opuscoli
- Archeoclub-Sezione Mentana-Monterotondo, "L'Antica strada romana da Nomentum ad Eretum".
- Museo Archeologico Territoriale di Monterotondo, calendario delle attività 2007.